# Quần thư trị yếu
Quần thư trị yếu (chữ Hán: 群書治要: Bính âm: Qúnshū zhìyào, Hangul: 군서치요, tên tiếng Anh: The Governing Principles of Ancient China), hay gọi giản lược là "Trị Yếu," là một bộ sách ra đời vào thời đại Nhà Đường bên Trung Hoa, tổng hợp cách điều hành chính trị của Trung Quốc thời xưa.
Bộ sách này đã giúp vua Đường Thái Tông sáng lập nên "Trinh Quán chi trị", góp phần tạo nên thời đại thịnh thế của nhà Đường. Đây là tuyển tập thư tịch trị quốc thời cổ đại bên Trung Hoa. Đầu thời nhà Đường (năm đầu Trinh Quán) gián quan nổi tiếng tên là Ngụy Trưng cùng với Ngu Thế Nam, Chử Toại Lương được lệnh của Đường Thái Tông Lý Thế Dân (599-649) biên soạn sao lục những trứ thuật của tiền nhân làm thành bộ gián thư. Vì Đường Thái Tông vào lúc đó chiến sự đã dừng nên ông rất chú trọng vào việc chăm lo văn hóa giáo dục, "trị quốc an bang".

## Tổng thể
Quần thư trị yếu là bộ sách viết về việc điều hành chính trị của Trung Quốc thời xưa. Các gián quan nổi danh đầu thời Đường như Ngụy Chính, Ngu Thế Nam, Chử Toại Lương... vào đầu năm Trinh Quán đã nhận lệnh của Đường Thái Tông Lý Thế Dân chịu trách nhiệm thu thập chỉnh lý các gián thư tác phẩm của tiền nhân để cung cấp cơ sở về việc phò tá chính sự cho sự sáng lập "Trinh Quán chi trị" của Đường Thái Tông. "Quần Thư Trị Yếu" lấy nội dung từ "Lục kinh", "Tứ sử", "Chư tử bách gia". Từ hơn 14000 bộ, hơn 89000 quyển sách xưa được chọn lọc bổ sung lược bỏ, đổ biết bao mồ hôi nước mắt trong mấy năm ròng, cuối cùng vào năm Trinh Quán thứ 5 (năm 631) đã biên tập thành sách, gồm 65 bộ với khoảng hơn 500.000 từ.

## Tác giả
Tác phẩm này ra đời vào khoảng thế kỷ thứ 7. Do Ngụy Trưng (魏徵) cùng với Ngu Thế Nam (虞世南), Chử Toại Lương (褚遂良) biên soạn sao lục. Đến năm Trinh Quán thứ 5 (năm 631) quyển sách đã hoàn thiện, tổng thể gồm 65 bộ với khoảng hơn 500.000 từ.

## Nội dung
Vua Đường Thái Tông hạ lệnh cho Ngụy Trưng sưu tầm các điển tịch từ thời Tam Hoàng Ngũ Đế đến nay, trong hơn 2000 năm về trước có liên quan đến việc "tu thân tề gia trị quốc". Những thứ này Đường Thái Tông đều cần, từ trong những cổ tịch này đem nó sao chép lại, sau ba năm thì hoàn thành. Từ hơn một vạn bộ sách chọn ra hơn 1000 bộ, sau đó từ trong hơn 1000 bộ này lại tuyển chọn, lựa chọn tỷ mỹ ra 65 loại. Những gì Đường Thái Tông cần trong 65 loại sách này đều đem chép ra. Bộ sách này gọi là Quần Thư Trị Yếu. Đọc bộ sách này đồng nghĩa việc đọc tất cả các thư tịch cổ của Trung Quốc, có liên quan đến việc "tu thân tề gia trị quốc". Vì thời đó kĩ thuật in ấn vẫn chưa phát triển nên bộ đại tác phẩm này chưa được phổ biến. Hơn nữa cuối thời Đường chiến loạn nỗ ra đã khiến bộ sách này bị thất truyền. May mắn rằng khi sứ giả Nhật Bản viếng thăm nhà Đường đã sao chép lại và mang về Nhật, nhờ sự nỗ lực của nhiều thời đại, cuối cùng bộ sách này cũng được tái xuất hiện trong ngày hôm nay, đúng là vạn điều may mắn trong một điều không may. (Sau khi nhà Đường mất, cuốn sách này cũng không thấy và đã thất truyền. Nên các triều đại Tống - Nguyên - Minh - Thanh đều không xem được cuốn sách này. Khi Càn Long Hoàng Đế thoái vị, trao vương vị cho con và làm Thái hoàng thượng. Trong lịch sử Trung quốc chỉ một mình ông làm Thái hoàng thượng. Con trai Gia Khánh, Hoàng Đế Gia Khánh đăng cơ, người Nhật Bản tặng ông một phần lễ vật. Trong lễ vật có một bộ "Quần Thư Trị Yếu", nhờ vậy mới phát hiện và tìm lại được. Nên bộ sách "Quần Thư Trị Yếu" này từ Nhật Bản lại truyền về Trung quốc. Đầu năm Dân quốc, lúc đó truyền đến Trung quốc.)
"Quần" là rất nhiều, những điển tịch này trong một "đại quần". "Tu thân, tề gia, trị quốc, bình thiên hạ" là những văn hiến quan trọng nhất. Số lượng không nhiều, tổng cộng có năm mươi vạn chữ. Sau khi bộ sách này thành công, Đường Thái Tông ngày ngày đọc nó không rời tay. Vương công đại thần và quan ngũ phẩm trở lên, tất cả đều phải học. Đây chính là đại Đường thịnh thế, họ nương tựa giáo huấn của tổ tông. Sở dĩ ông ta lợi hại vì ông biết tìm tổ tông. Tinh tuý của người xưa đều đọc được. Với tầm cỡ giá trị to lớn như thế. Bộ sách này được sự hoan nghênh của rất nhiều nhà lãnh đạo nói riêng và nhiều bạn bè trên thế giới nói chung.
Tiến sĩ Arnold J. Toynbee người Anh trong niên đại 70 của thế kỷ 20 đã nói: "Muốn giải quyết vấn đề xã hội của thế kỷ 21, chỉ có học thuyết Khổng Mạnh của Trung quốc và Phật pháp đại thừa". Trí tuệ, tu thân và lý niệm tề gia, trị quốc, bình thiên hạ, cùng với phương pháp, kinh nghiệm, thành quả của cổ nhân. Thành quả là chứng minh. Nếu thật sự y theo lời cổ nhân mà làm thì thái bình thạnh thế ngay trước mắt.

## Mục lục sách Quần Thư Trị Yếu[2]
Quần Thư Trị Yếu Mục Lục Biên Tập
Đệ Nhất Sách
Quyển Nhất Chu Dịch Trị Yếu /1
Quyển Nhị Thượng Thư Trị Yếu /37
Quyển Tam Mao Thi Trị Yếu /79
[Khuyết] Quyển Tứ Xuân Thu Tả Thị Truyện Trị Yếu (Thượng)/127
Quyển Ngũ Xuân Thu Tả Thị Truyện Trị Yếu (Trung)/129
Quyển Lục Xuân Thu Tả Thị Truyện Trị Yếu (Hạ)/169
Quyển Thất Lễ Ký Trị Yếu /209
Quyển Bát Chu Lễ Trị Yếu /253
Chu Thư Trị Yếu /267
Quốc Ngữ Trị Yếu /273
Hàn Thi Ngoại Truyện Trị Yếu /285
Quyển Cửu Hiếu Kinh Trị Yếu /301
Luận Ngữ Trị Yếu /317
Quyển Thập Khổng Tử Gia Ngữ Trị Yếu /359
Quyển Thập Nhất Sử Ký Trị Yếu (Thượng)/405
Quyển Thập Nhị Sử Ký Trị Yếu (Hạ)/447
Đệ Nhị Sách
Quyển Thập Nhị Ngô Việt Xuân Thu Trị Yếu /1
[Khuyết] Quyển Thập Tam Hán Thư Trị Yếu (Nhất)/5
Quyển Thập Tứ Hán Thư Trị Yếu (Nhị)/7
Quyển Thập Ngũ Hán Thư Trị Yếu (Tam)/43
Quyển Thập Lục Hán Thư Trị Yếu (Tứ)/79
Quyển Thập Thất Hán Thư Trị Yếu (Ngũ)/117
Quyển Thập Bát Hán Thư Trị Yếu (Lục)/157
Quyển Thập Cửu Hán Thư Trị Yếu (Thất)/189
[Khuyết] Quyển Nhị Thập Hán Thư Trị Yếu (Bát)
Quyển Nhị Thập Nhất Hậu Hán Thư Trị Yếu (Nhất)/225
Quyển Nhị Thập Nhị Hậu Hán Thư Trị Yếu (Nhị)/265
Quyển Nhị Thập Tam Hậu Hán Thư Trị Yếu (Tam)/307
Quyển Nhị Thập Tứ Hậu Hán Thư Trị Yếu (Tứ)/345
Quyển Nhị Thập Ngũ Ngụy Chí Trị Yếu (Thượng)/383
Quyển Nhị Thập Lục Ngụy Chí Trị Yếu (Hạ)/433
Quyển Nhị Thập Thất Thục Chí Trị Yếu /481
Đệ Tam Sách
Quyển Nhị Thập Thất Ngô Chí Trị Yếu (Thượng)/1
Quyển Nhị Thập Bát Ngô Chí Trị Yếu (Hạ)/21
Quyển Nhị Thập Cửu Tấn Thư Trị Yếu (Thượng)/57
Quyển Tam Thập Tấn Thư Trị Yếu (Hạ)/99
Quyển Tam Thập Nhất Lục Thao Trị Yếu /143
Âm Mưu Trị Yếu /173
Dục Tử Trị Yếu /177
Quyển Tam Thập Nhị Quản Tử Trị Yếu /181
Quyển Tam Thập Tam Yến Tử Trị Yếu /221
Ti Mã Pháp Trị Yếu /257
Tôn Tử Binh Pháp Trị Yếu /263
Quyển Tam Thập Tứ Lão Tử Trị Yếu /209
Hạt Quan Tử Trị Yếu /293
Liệt Tử Trị Yếu /297
Mặc Tử Trị Yếu /305
Quyển Tam Thập Ngũ Văn Tử Trị Yếu /321
Tằng Tử Trị Yếu /359
Quyển Tam Thập Lục Ngô Tử Trị Yếu /367
Thương Quân Tử Trị Yếu /375
Thi Tử Trị Yếu /383
Thân Tử Trị Yếu /409
Quyển Tam Thập Thất Mạnh Tử Trị Yếu /415
Thận Tử Trị Yếu /425
Duẫn Văn Tử Trị Yếu /437
Trang Tử Trị Yếu /449
Úy Liễu Tử Trị Yếu /459
Quyển Tam Thập Bát Tôn Khanh Tử Trị Yếu /467
Đệ Tứ Sách
Quyển Tam Thập Cửu Lữ Thị Xuân Thu Trị Yếu /1
Quyển Tứ Thập Hàn Tử Trị Yếu /41
Tam Lược Trị Yếu /57
Tân Ngữ Trị Yếu /65
Cổ Tử Trị Yếu /81
Quyển Tứ Thập Nhất Hoài Nam Tử Trị Yếu /97
Quyển Tứ Thập Nhị Diêm Thiết Luận Trị Yếu /135
Tân Tự Trị Yếu /149
Quyển Tứ Thập Tam Thuyết Uyển Trị Yếu /177
Quyển Tứ Thập Tứ Hoàn Tử Tân Luận Trị Yếu /209
Tiềm Phu Luận Trị Yếu /229
Quyển Tứ Thập Ngũ Thôi Thực Chính Luận Trị Yếu /247
Xương Ngôn Trị Yếu /267
Quyển Tứ Thập Lục Thân Giám Trị Yếu /285
Trung Luận Trị Yếu /301
Điển Luận Trị Yếu /323
Quyển Tứ Thập Thất Lưu Dực Chính Luận Trị Yếu /331
Tương Tử Vạn Ky Luận Trị Yếu /345
Chính Yếu Luận Trị Yếu /351
Quyển Tứ Thập Bát Thể Luận Trị Yếu /375
Điển Ngữ Trị Yếu /403
Quyển Tứ Thập Cửu Phó Tử Trị Yếu /417
Quyển Ngũ Thập Viên Tử Chính Thư Trị Yếu /457
Bão Phác Tử Trị Yếu /489
Hậu Ký Trung Hoa Văn Hóa Hà Dĩ Năng Truyền Thừa Bất Đoạn /503

## Quần thư trị yếu 360[3]
Bộ sách Quần thư trị yếu được tập hợp từ trí huệ, phương pháp, kinh nghiệm và thành quả trong việc tu thân – tề gia – trị quốc – bình thiên hạ của bậc thánh nhân quân vương thời xưa; và cũng là kết tinh văn hóa được tích lũy từ sự khảo nghiệm qua hàng nghìn năm. Bộ điển tịch quý báu này ngoài việc giúp Đường Thái Tông mở ra thời đại Trinh Quán chi trị, đặt nền móng cho sự thịnh vượng kéo dài ba trăm năm của nước Đại Đường; còn có thể đem lại kinh nghiệm trân quý cho các nhà lãnh đạo các cấp ngày nay. Không chỉ có vậy, đối với đại chúng xã hội ở các lĩnh vực khác nhau, thân phận khác nhau; bộ sách này cũng như suối nguồn trí huệ mà làm cho thân tâm an lạc, gia đình hạnh phúc, sự nghiệp tiếp nối bền lâu.
Lãnh đạo tinh thần của Viện Hán Học Maylaysia 馬來西亞漢學院 – Tiến sỹ. Hòa Thượng Thích Tịnh Không, không ngừng quan tâm đến sự kế thừa của văn hóa Trung Hoa. Vào cuối năm 2010, bộ điển tịch này cuối cùng được tặng vào tay của Lão giáo sư. Ông cụ hiểu sâu sắc rằng, bộ sách này chính là liều thuốc tốt để giải quyết các vấn đề xã hội ngày nay, mà vui sướng vô bờ, lập tức ủy thác cho Thư Cục Thế Giới in sao lại và lưu thông. Khi Hòa thượng Thích Tịnh Không đến thăm thủ tướng Najib Razak và cựu thủ tướng Mahathir Mohamad của Malaysia, có giới thiệu sơ lược về nội dung của bộ sách này, hai nhà lãnh đạo thể hiện hết sức mong muốn được đọc bản dịch tiếng Anh. Do vậy, Hòa thượng Thích Tịnh Không nghĩ đến việc có thể trích lục từ Quần thư trị yếu, chọn ra 360 điều để dịch ra tiếng bạch thoại và dịch ra các ngôn ngữ trên thế giới để thuận tiện cho mọi người xem đọc mỗi ngày. Hòa thượng Thích Tịnh Không đã giao nhiệm vụ này cho Trung Tâm (nay là Viện Hán Học Malaysia 馬來西亞漢學院) và đây chính là cơ duyên để Trung Tâm biên tập bộ sách Quần thư trị yếu. Đạo Sư dự kiến trong vòng mấy năm này, mỗi năm sẽ chọn ra ba trăm sáu mươi đoạn từ Quần thư trị yếu, đồng thời dịch thành văn tự, ngôn ngữ của các nước và phổ biến trên thế giới. Hòa thượng Thích Tịnh Không nghĩ rằng, đây chính là cống hiến lớn nhất của Trung Quốc đối với nền hòa bình của toàn thế giới.
"Trị yếu" được đúc rút từ Kinh, Sử, Tử (Bách Gia Chư Tử), tổng cộng sáu mươi sáu bộ sách, cùng năm mươi cuốn điển tịch. Mục lục của bộ sách này cũng được lần lượt sắp xếp theo thư mục của Kinh – Sử - Tử, như: Chu Dịch, Sử Ký, Lục Thao, v.v…. Bộ sách Quần thư trị yếu 360 được biên dịch từ bộ sách nguyên bản hoàn chỉnh và được khái quát thành sáu mục đại cương: Quân Đạo (đường lối lãnh đạo của bậc quân vương), Thần Thuật (nghệ thuật phò tá của các đại thần), Quý Đức (trân trọng đức hạnh), Vi Chính (điều hành đất nước), Kính Thận (kính cẩn và thận trọng), Minh Biện (sáng suốt). Trong mỗi mục đại cương lại quy nạp những điểm quan trọng tương quan mà Trị Yếu phân tích thành mục lục chi tiết.